# Sheridan Bluff
Das Sheridan Bluff ist ein Kliff in der antarktischen Ross Dependency. Im Königin-Maud-Gebirge ragt es 3 km ostsüdöstlich des Mount Saltonstall an der Südflanke der Mündung des Poulter-Gletschers in den Scott-Gletscher auf.
Der United States Geological Survey kartierte es anhand eigener Vermessungen und Luftaufnahmen der United States Navy aus den Jahren von 1960 bis 1964. Das Advisory Committee on Antarctic Names benannte es nach dem Geologen Michael F. Sheridan von der Arizona State University, der von 1978 bis 1979 im Rahmen des United States Antarctic Research Program in diesem Gebiet tätig war.